# Sistema de partida a ar
Um sistema de partida a ar é uma fonte de energia usada para fornecer a rotação inicial para dar partida em grandes motores a diesel e turbinas a gás. É muito usado em motores a jato de aeronaves.

## Motores a diesel

### Partida direta
Comparado a um motor a gasolina, um motor a diesel tem uma taxa de compressão muito alta, uma característica essencial do projeto, pois é o calor da compressão que inflama o combustível. Uma partida elétrica com potência suficiente para "acionar" um grande motor a diesel seria tão grande que seria impraticável, daí a necessidade de um sistema alternativo de partida.
Um sistema de partida a ar tem três componentes principais junto com vários componentes de segurança, ou seja, o injetor de partida a ar, o distribuidor e os receptores de ar. Quando o sistema é iniciado, o ar de partida dos receptores é distribuído pela unidade distribuidora para cada respectiva válvula de partida de ar de acordo com a ordem de ignição do motor. Os componentes de segurança incluem armadilhas contra chamas, para evitar explosões na linha de ar, um intertravamento da engrenagem giratória que garante que a partida a ar não possa ser iniciada quando a engrenagem giratória estiver engatada, válvulas de alívio e válvulas de isolamento, bem como válvulas de drenagem em determinados pontos ao longo do sistema. Os componentes de controle incluem as válvulas de controle e as válvulas remotas de partida a ar. Um sistema de partida direta, como usado em um diesel marítimo de baixa velocidade, deve ter até 12 partidas em um motor sem reversão ou 6 partidas em um motor reversível ou com engrenagem.
Ao ligar o motor, o ar comprimido é admitido em qualquer cilindro que tenha um pistão logo acima do ponto morto superior, forçando-o para baixo. Quando o motor começa a girar, a válvula de ar do próximo cilindro na linha se abre para continuar a rotação. Após várias rotações, o combustível é injetado nos cilindros, o motor começa a funcionar e o ar é cortado.
Para complicar ainda mais as coisas, um motor grande geralmente é "soprado" primeiro com configurações de combustível zero e as torneiras indicadoras abertas, para provar que o motor está livre de qualquer acúmulo de água e que tudo está livre para girar. Após um golpe bem-sucedido à frente e um golpe à ré, as torneiras indicadoras são fechadas em todos os cilindros e, em seguida, o motor pode ser ligado com combustível. Complexidade significativa é adicionada ao motor usando um sistema de partida a ar, já que o cabeçote deve ter uma válvula extra em cada cilindro para admitir o ar para a partida, além dos sistemas de controle necessários. Essa complexidade e custo adicionais limitam o uso de motores de partida a ar para motores alternativos muito grandes e caros.

### Motor de partida
Outro método de dar partida a ar em um motor de combustão interna é usar ar comprimido ou gás para acionar um motor fluido no lugar de um motor elétrico. Eles podem ser usados para dar partida em motores de 5 a 320 litros e, se for necessária mais potência de partida, dois ou mais motores podem ser usados. Partidas desse tipo são usadas no lugar de motores elétricos devido ao seu peso mais leve e maior confiabilidade. Eles também podem durar mais que um acionador de partida elétrico por um fator de três e são mais fáceis de reconstruir. Os motores que operam em atividades de mineração subterrânea tendem a operar com esse tipo de sistema de partida para reduzir o risco de um sistema elétrico inflamar material inflamável.
Todos os acionadores de ar do tipo palheta devem ter um lubrificador instalado para garantir longa vida útil e desempenho máximo. Os lubrificadores fornecem às partes móveis uma barreira de fricção necessária, reduzem a corrosão do metal e mantêm as palhetas devidamente vedadas contra as paredes do cilindro. Mesmo os chamados starters de ar sem lubrificação requerem lubrificação para prolongar a vida livre de problemas. Dois dispositivos lubrificadores básicos são tipicamente empregados. Um é do tipo em linha ou reservatório que normalmente armazena até 2 litros de lubrificante e é instalado ao longo da linha de suprimento de ar. O segundo estilo de lubrificador é um pequeno dispositivo de disparo único que dispensa uma quantidade medida de lubrificante toda vez que o motor de partida é acionado. Instalados diretamente na entrada de ar do motor de partida, os lubrificadores em linha são bombas pneumáticas autoescorvantes que requerem uma linha de lubrificação de 1/4″ canalizada de até 4 pés. Os lubrificadores Air Starter funcionam melhor usando óleos não detergentes do tipo nebulização, como óleo diesel ou óleo Marvel Mystery. Se as emissões forem uma preocupação, existem lubrificantes ecológicos disponíveis no mercado.
Nem todas as partidas a ar requerem lubrificação. Partidas a ar do tipo turbina não requerem lubrificação do motor a ar, embora algumas partidas a ar de turbina usem uma transmissão preenchida com óleo que pode exigir inspeções e manutenção periódicas.

## Turbinas a gás

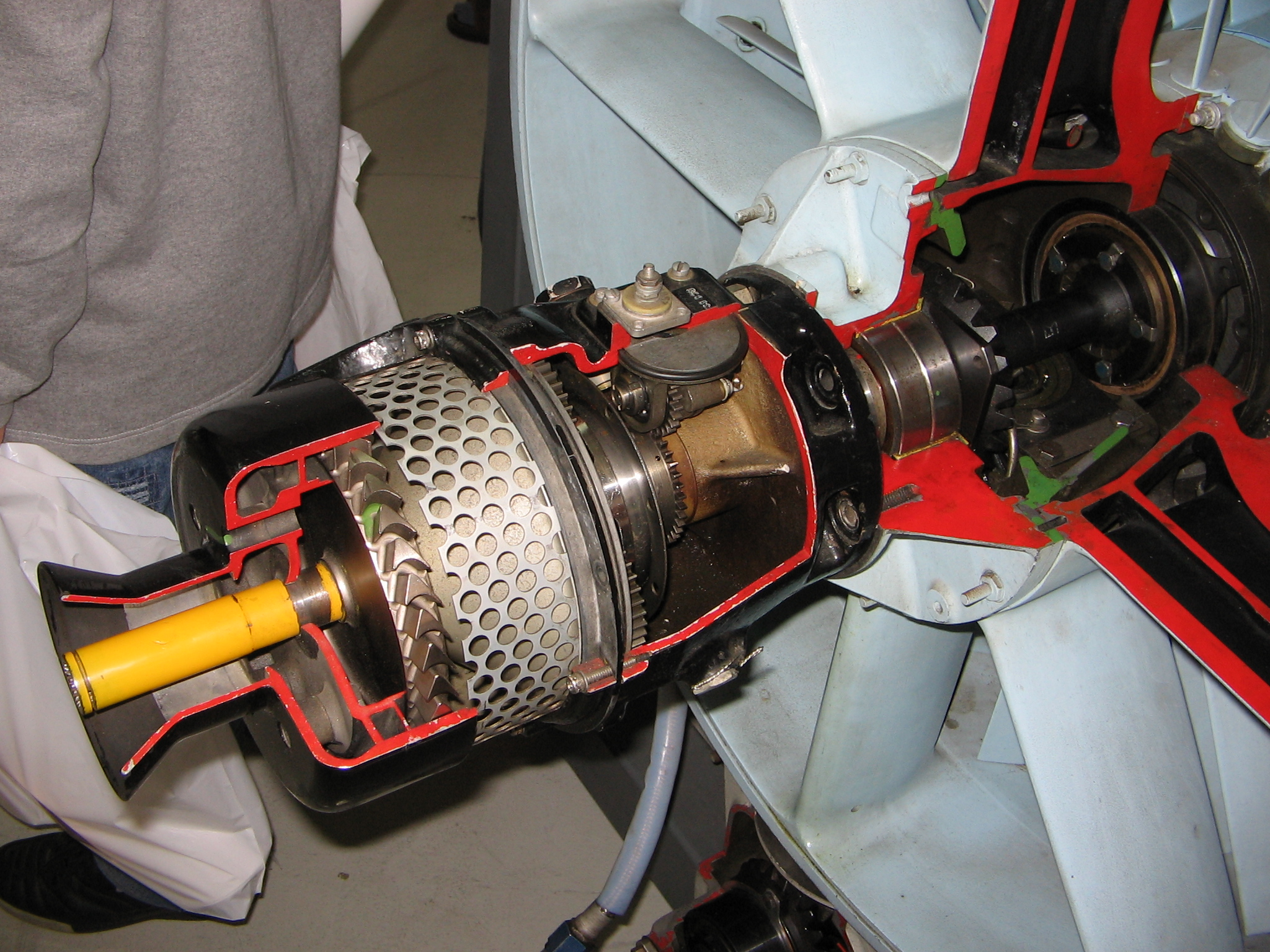
Corte de um motor de partida a ar em um turbojato General Electric J79. Ele é montado na frente do compressor. O recorte mostra a pequena turbina (ao lado do eixo amarelo) e a engrenagem epicíclica (à direita da tela metálica perfurada).

O ar comprimido tem sido usado para dar partida em motores a jato usando partida por impacto de ar (na qual o ar é direcionado para as pás da turbina do motor por meio de bocais na carcaça da turbina, usados nos motores General Electric J79 da Marinha dos EUA). É muito mais eficiente usar uma partida com turbina a ar (ATS) que geralmente é montada em uma caixa de engrenagens acessória. Um turbojato de compressor axial antigo tinha um ATS localizado no cone do nariz do compressor (por exemplo, variantes específicas do J79).
A partida por impacto de ar não foi usada para aeronaves militares dos EUA após o F-4B, A-5A e F-5, pois o requisito de energia pneumática era várias vezes maior do que ao usar uma partida de turbina a ar. O compressor de turbina a gás necessário para dar partida em um J79 com partida por impacto foi suficiente para dar partida em dois motores J79 simultaneamente em um B-58 ao usar motores de partida de turbina a ar.
Um ATS tem sua própria turbina e engrenagens para mudar seu baixo torque e alta velocidade para baixa velocidade e alto torque na almofada de montagem do motor. Outras engrenagens na caixa de engrenagens do motor se conectam ao eixo do motor (carretel de alta pressão em motores de carretel múltiplo). O ar comprimido é enviado para a turbina ATS a partir da unidade de potência auxiliar da aeronave ( purgue o ar do gerador de gás ou de um compressor de carga livre da turbina, por exemplo, PW901 APU), de um motor já funcionando (purgue o ar) em um motor multimotor aeronave ou, para os primeiros aviões a jato, de um compressor de ar montado em equipamento de apoio no solo .
Em comparação com os acionadores de partida elétricos, os acionadores de partida a ar têm uma relação potência-peso mais alta, portanto, são usados em motores grandes, pois um acionador de partida elétrico seria muito grande e, com seus cabos, muito pesado e caro. No entanto, para motores menores, que não precisam de tanta potência de partida, uma partida elétrica é mais adequada. Tem uma dupla função como gerador (conhecido como motor de arranque/gerador) a velocidades acima das quais o motor já não necessita de assistência de arranque.